# Brňany
Brňany (en allemand : Brnian) est une commune du district de Litoměřice, dans la région d'Ústí nad Labem, en Tchéquie. Sa population s'élevait à 463 habitants en 2021.

## Géographie
Brňany se trouve sur la rive gauche de l'Ohře, à 7 km au sud de Litoměřice, à 22 km au sud-est d'Ústí nad Labem et à 50 km au nord-ouest de Prague.
La commune est limitée par Bohušovice nad Ohří au nord, par Dolánky nad Ohří à l'est, par Brozany nad Ohří au sud et par Keblice à l'ouest.

## Histoire
La première mention écrite du village date de 1057.

## Patrimoine
Patrimoine religieux

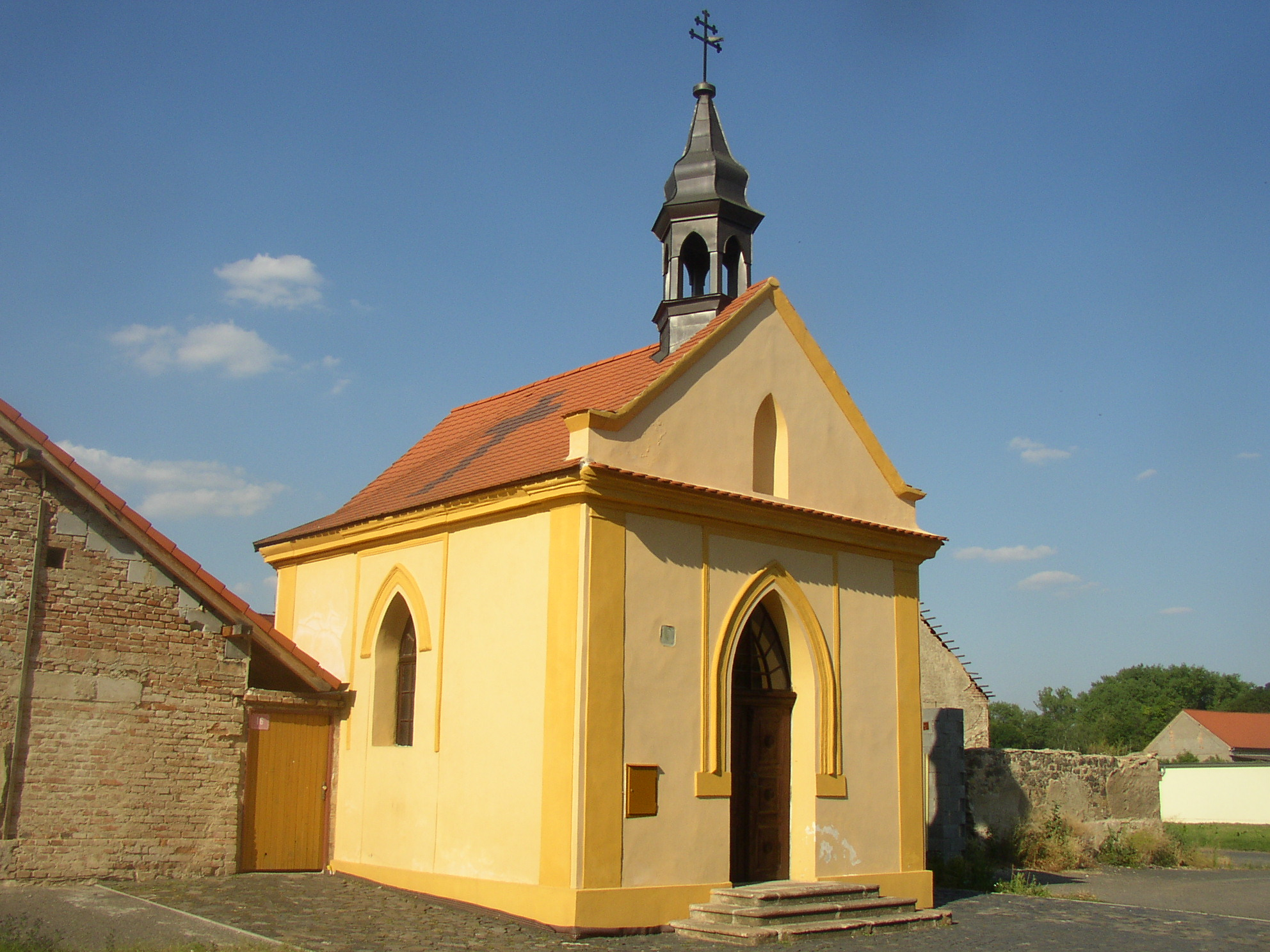
Chapelle Notre-Dame des Douleurs et Saint-Jean de Népomucène.

## Transports
Par la route, Brňany se trouve à 7 km de Litoměřice, à 31 km d'Ústí nad Labem, à 58 km de Prague.